# 纳林套海农场
纳林套海农场，是中国内蒙古自治区巴彦淖尔市磴口县下辖的一个乡镇级行政单位。

## 行政区划
纳林套海农场共辖以下地区：
一分场村、二分场村、三分场村、四分场村、五分场村、六分场村、七分场村、九分场村、十一分场村。